# Грабијаска (Бергамо)
Грабијаска је насеље у Италији у округу Бергамо, региону Ломбардија.
Према процени из 2011. у насељу је живело 125 становника. Насеље се налази на надморској висини од 758 м.